# Bama Kuno Forest Park
Der Bama Kuno Forest Park (Schreibvariante: Bamakuno Forest Park) ist ein Waldgebiet im westafrikanischen Staat Gambia.

## Topographie
Das 931 Hektar große Waldgebiet liegt in der West Coast Region im Distrikt Kombo East und wurde wie die anderen Forest Parks in Gambia zum 1. Januar 1954 eingerichtet. Das rund 1100 Meter breite und ungefähr 6000 Meter lange Gebiet liegt auf der nördlichen Seite der South Bank Road, Gambias wichtigster Fernstraße, rund 25 Kilometer östlich von dem Ort Brikama entfernt. Auf der anderen Straßenseite schließt sich der Kahlenge Forest Park an.
Der Baumbestand wird forstwirtschaftlich genutzt.

## Flora und Fauna
Gambias Vogelwelt ist zahlreich, im Bama Kuno Forest Park wurden unter anderem beobachtet: die Senegalbeutelmeise (Anthoscopus parvulus), der Weißstirnschmätzer (Myrmecocichla albifrons), der Braunrückenspecht (Dendropicos obsoletus), der Blutbrust-Bartvogel (Lybius vieilloti), der Zwergbärtling (Pogoniulus chrysoconus), der Zwergweber (Ploceus luteolus), die Rotfuß-Atlaswitwe (Vidua chalybeata) und der Grauastrild (Estrilda troglodytes). Auch die Rüppell-Meise (Melaniparus guineensis), die Gelbbauch-Hyliota (Hyliota flavigaster), die Graukappen-Eremomela (Eremomela pusilla) wurden hier beobachtet.
Neben zahlreichen Vogelarten sind hier Affen, Hyänen und Leoparden zu finden.